# Steinau an der Straße
Steinau an der Straße är en stad i Main-Kinzig-Kreis i Regierungsbezirk Darmstadt i förbundslandet Hessen i Tyskland.